# Futbol'ny Klub Hranit Mikašėvičy
Il Futbol'ny Klub Hranit Mikašėvičy, meglio noto come Hranit Mikašėvičy, è una società calcistica bielorussa con sede nella città di Mikaševiči. Milita nella Peršaja Liha, la seconda divisione del campionato bielorusso.

## Storia
La squadra è stata fondata nel 1978 e prese parte per la prima volta alla Druhaja liha nel 1994. Nel 1999 ha debuttato in Peršaja Liha e nel 2008 venne finalmente promossa in Vyšėjšaja Liha. Dopo la retrocessione nel 2009, giocherà di nuovo in Peršaja Liha.

### Denominazioni
- 1978: Hranit Mikašėvičy
- 2006: Mikašėvičy
- 2007: Hranit Mikašėvičy

## Palmarès

### Competizioni nazionali
- Peršaja Liha: 1

2014
- Druhaja liha: 1

1998

### Altri piazzamenti
- Peršaja Liha:

Secondo posto: 2007
- Druhaja liha:

Terzo posto: 1994-1995